# Seznam vojaških kratic na Š
To je seznam vojaških kratic, ki se prično na Š.

## Seznam
- ŠČ je slovenska vojaška kratica, ki označuje Šola za častnike ali Štabni častnik.
- ŠČVE je slovenska vojaška kratica, ki označuje Šola za častnike vojnih enot.
- ŠRO je srbska/slovenska vojaška kratica, ki označuje Škola za rezervne oficire (slovensko Šola za rezervne častnike, oziroma Šola za rezervne oficirje).
- ŠTJ je slovenska vojaška kratica, ki označuje Šola za tuje jezike.
- ŠTO je slovenska vojaška kratica, ki označuje Štab Teritorialne obrambe.
- ŠVKje slovenska vojaška kratica, ki označuje Štab vrhovne komande.